# Heptanomide
L'Heptanomide est le nom donné à la partie centrale de l'Égypte (Moyenne-Égypte) par la Grèce antique.

## Description
Divisée en sept nomes, elle avait pour capitale Memphis. Edme François Jomard écrit à son sujet : « L'Heptanomide est appelée aussi Heptapolis ; les passages de Denys le géographe, Eustathe et Étienne de Byzance, prouvent qu'elle a toujours été une partie distincte de l'Égypte, intermédiaire entre le Delta ou pays inférieur... ». Il précise aussi qu'elle s'étendait de Babylone aux environs de Lycopolis.